# Various artists
 (mai 2018).
Si vous disposez d'ouvrages ou d'articles de référence ou si vous connaissez des sites web de qualité traitant du thème abordé ici, merci de compléter l'article en donnant les références utiles à sa vérifiabilité et en les liant à la section « Notes et références ».
Pour les articles homonymes, voir VA.
« Various artists , soit « Artistes divers » en français, est un terme utilisé par l'industrie du disque anglophone pour indiquer que plusieurs musiciens ont collaboré sur une chanson ou un album. Des diminutifs comme « V.A. » ou « V/A » sont fréquemment utilisés.
Les albums sortis sous la dénomination de « Various artists » sont souvent des compilations rassemblant des chansons d'un genre particulier, ou différents titres sortis au cours d'une même période (compilations par années, par décennies etc.), ou encore des bandes originales de films.